# Lilla helgonet (film, 1944)
Lilla helgonet är en svensk komedifilm från 1944 i regi av Weyler Hildebrand, baserad på operetten Lilla helgonet. I huvudrollerna ses Marguerite Viby och Åke Söderblom.

## Handling
Celestin är sånglärare i ett kloster; en av hans elever är Denise. De båda lockas av livet utanför klostret. För Celestin har det gått så långt att han lever ett dubbelliv; varje kväll beger han sig till teatern, där han komponerar en operett under täcknamnet Floridor.

## Om filmen
Filmen är inspelad i Centrumateljéerna och på Södra teatern i Stockholm. Den hade premiär på biograf Royal vid Kungsgatan i Stockholm den 1 augusti 1944. Filmen är barntillåten och har visats vid ett flertal tillfällen i SVT, bland annat i juni 2019.
Några korta scener av filmen förekommer i den tecknade filmen Sagan om Karl-Bertil Jonssons julafton som sänts i Sveriges Television varje jul sedan 1975. Där har dock dessa scener spegelvänts visuellt, och de visas inte i samma ordning som de förekommer i i den faktiska filmen.

## Rollista
- Marguerite Viby – Denise de Flavigny / fröken Nitouche
- Åke Söderblom – Celestin / Floridor
- Thor Modéen – major Alfred Gibus
- Naemi Briese – Corinne
- Allan Bohlin – löjtnant Fernand de Champlatreux
- Hjördis Petterson – priorinnan i De Små Svalornas kloster
- Artur Rolén – teaterdirektör
- John Botvid – Auguste
- Carl Hagman – regissör
- Anna-Lisa Baude – syster Gudule
- Gudrun Moberg – Lydia
- Solveig Lagström – operettskådespelerska
- Bengt Logardt – Robert
- Gustaf Lövås – vaktbefälhavare
- Gustaf Wally – dansör
- Olga Appellöf – major Gibus maka
- Theodor Berthels – fordringsägare hos teaterdirektören
- Sten Meurk – den kortväxte vaktposten
- Ludde Juberg – portier på hotell Gyllene Lejonet
- Vincent Jonasson – dagofficer
- Mona Geijer-Falkner – påkläderska
- Mona Mårtenson – syster Marianne
- Ernst Wellton – officer
- Margaretha Bergström – Annette
- Ingrid von Dardel – novis
- Evy Björkström – novis
- Aase Kuhn – novis

## Musik i filmen
- Ave Maria, ur Lilla helgonet, musik Florimond Hervé, svensk text Selfrid Kinmanson, framförd av Marguerite Viby
- Klostret gav oss lugn och ro, ur Lilla helgonet, musik Florimond Hervé, svensk text Selfrid Kinmanson, framförd av John Botvid och Marguerite Viby (repris)
- Kom, Helge Ande, Herre god, svensk text Olaus Petri
- Prinsessan och tennsoldaten, ur Lilla helgonet, musik Florimond Hervé, svensk text Selfrid Kinmanson, framförd av Marguerite Viby samt repris av Marguerite Viby och Åke Söderblom (dubbad av okänd)
- Floridor - Célestin, ur Lilla helgonet, musik Florimond Ronger, svensk text Selfrid Kinmanson
- Gloria in excelsis, ur Lilla helgonet, musik Florimond Ronger, svensk text Selfrid Kinmanson, framförd av Marguerite Viby samt repris av Marguerite Viby och Åke Söderblom (dubbad av okänd)
- Halleluja, ur Lilla helgonet, musik Florimond Hervé, svensk text Selfrid Kinmanson, framförd av Marguerite Viby
- Inspektörens visa, ur Lilla helgonet, musik Florimond Hervé
- Babet och Cadet, ur Lilla helgonet, musik Florimond Ronger, svensk text Selfrid Kinmanson, framförd av Marguerite Viby
- Polka, ur Tre valser, musik Oscar Straus
- Trumslagarvisan, ur Lilla helgonet, musik Florimond Hervé, svensk text Selfrid Kinmanson, framförd av Marguerite Viby
- Reveljvisan, ur Lilla helgonet, musik Florimond Hervé, svensk text Selfrid Kinmanson, framförd av Marguerite Viby
- Sancta Nitouche, ur Lilla helgonet, musik Florimond Hervé, svensk text Selfrid Kinmanson, framförd av Marguerite Viby

## DVD
Filmen gavs ut på DVD 2016.